# Monte Howitt
El Monte Howitt es una montaña en Victoria nombrada en honor de Alfred William Howitt.  Localizada en el Parque nacional Alpino aproximadamente a 170km al noreste de Melbourne.
La montaña es un destino popular de caminata silvestre debido a sus espectaculares vistas y al relativamente fácil acceso en verano a través de varios caminos populares. Los puntos más cercanos a la carretera son MacAlister Springs y las Planicies Howitt, a una distancia de aproximadamente siete kilómetros. La excursión más larga y difícil la Estribación Oeste (West Spur) también es popular. Se escala desde el Río Howqua, al cual se tiene acceso generalmente vía el Monte Stirling. En invierno los cierres de la carretera restringen el acceso a los avisos a no más cerca de 15 km de distancia haciendo al área popular con esquiadores buscando zonas remotas de Freeride y Esquí de fondo.

## Vegetación
La montaña está rodeada por profundos valles, donde los bosques riparios del Eucalipto maná (Manna Gum) dominan. Mientras se empieza a ascender a más grandes, el eucalipto de nieve (Mountain Gum) – y sus bosques empiezan a dominar y crecen en sitios abrigados entre los 1,000 y 1,400 metros con un sotobosque herbáceo o de tipo brezal. Por encima de esto, la cima por sí misma es encuentra sobre la línea arbórea

## Historia
Los pueblos aborígenes usaron las áreas King y Howqua como importantes rutas de comercio a lo largo de la Gran Cordillera Divisoria, incluyendo el Monte Howitt por sí mismo. Ellos también tenían varias canteras en el área que producían una especie de jade muy duro que era sumamente apreciado para herramientas y armas.
La colonización europea empezó en los 1840s, cuando el pastoreo comenzó, seguida por el descubrimiento de oro en el Valle Howqua en los 1860s.

## Albergues y chozas alpinas
Los albergues más cercanos al se encuentran en Macalister Springs. Debido a las constantes sequías que afectan Australia se recomienda verificar la condición de la primavera con Parks Victoria antes de dirigirse a este destino remoto.

## En la cultura popular
El área alrededor del Monte Howitt es el escenario de varios libros en la cultura popular de Australia.
The Man From Snowy River (El hombre del río nevado) es uno de los poemas más famosos de Australia escrito por uno de los poetas más célebres del país, Andrew Barton (Banjo) Paterson, también se han filmado películas alrededor del área del Monte Howitt.